# فیصل بن ترکی بن عبدالله آل سعود
فیصل بن ترکی بن عبدالله بن محمد بن سعود بن محمد بن مقرن آل سعود (زاده ۱۷۸۵ - درگذشته ۱۸۶۵) سیاستمدار اهل شبه‌جزیره عربستان بود. وی در فاصله سالهای ۱۸۳۴ تا ۱۸۶۵ ریاست آل سعود را برعهده داشت. نوه او (ملک عبدالعزیز) بنیانگذار عربستان سعودی می‌باشد.